# Urano Navarrini
Urano Navarrini, también conocido como Urano Benigni (2 de mayo de 1945 - 18 de abril de 2020) fue un jugador y entrenador de fútbol profesional italiano.

## Primeros años y personal
Nacido en Verona, Navarrini era el hijo ilegítimo de Nuto Navarrini, y fue conocido como Urano Benigni hasta que su padre lo reconoció en 1972.

## Carrera
Navarrini jugó como extremo para Grunland Milanese Libertas, AC Milan, Pistoiese, Savona, Taranto, Verbania, Novara y Pro Patria.
Después de retirarse, dirigió varios clubes italianos, incluidos Pro Patria, Aosta y Vigevano.

## Vida posterior y muerte
Murió en Milán el 18 de abril de 2020, a los 74 años, por coronavirus.